# Halowe Mistrzostwa Europy w Lekkoatletyce 1982 – bieg na 400 m mężczyzn
Bieg na 400 metrów mężczyzn – jedna z konkurencji biegowych rozgrywanych podczas halowych lekkoatletycznych mistrzostw Europy w Palasport di San Siro w Mediolanie. Eliminacje zostały rozegrane 6 marca, a bieg finałowy 7 marca 1982. Zwyciężył Pawieł Konowałow ze Związku Radzieckiego. Tytułu zdobytego na poprzednich mistrzostwach nie bronił Andreas Knebel z Niemieckiej Republiki Demokratycznej.

## Rezultaty

### Eliminacje
Rozegrano 2 biegi eliminacyjne, do których przystąpiło 7 biegaczy. Awans do finału dawało zwycięstwo w swoim biegu (Q). Skład finału uzupełniło dwóch zawodników z najlepszym czasem wśród przegranych (q).
Opracowano na podstawie materiału źródłowego.
Bieg 1
| Miejsce | Zawodnik      | Czas  | Uwagi |
| ------- | ------------- | ----- | ----- |
| 1       | Željko Knapić | 47,51 | Q     |
| 2       | Alim Safarow  | 47,51 |       |
| 3       | Toma Tomow    | 47,89 |       |

Bieg 2
| Miejsce | Zawodnik          | Czas  | Uwagi |
| ------- | ----------------- | ----- | ----- |
| 1       | Pawieł Konowałow  | 46,87 | Q     |
| 2       | Sándor Újhelyi    | 46,71 | q     |
| 3       | Benjamín González | 47,43 | q.    |
| 4       | Roberto Ribaud    | 47,44 |       |

### Finał
Opracowano na podstawie materiału źródłowego.
| Miejsce | Zawodnik          | Czas  | Uwagi |
| ------- | ----------------- | ----- | ----- |
| 1       | Pawieł Konowałow  | 47,04 |       |
| 2       | Sándor Újhelyi    | 47,14 |       |
| 3       | Benjamín González | 47,41 | NR    |
| 4       | Željko Knapić     | 47,46 |       |